# Ácido glicérico
Ácido glicérico é um ácido de açúcar natural de três carbonos. Ele é o ácido aldônico decorrente da oxidação do gliceraldeído. Sais e ésteres do ácido glicérico são chamados de gliceratos.

## Bioquímica
Vários fosfatos do ácido glicérico são importantes intermediários na glicólise, como o ácido 2-fosfoglicérico, ácido 3-fosfoglicérico, ácido 2,3-bifosfoglicérico e ácido 1,3-bifosfoglicérico.